# Rund um Köln 2005
Il Rund um Köln 2005, novantesima edizione della corsa, valido come evento del circuito UCI Europe Tour 2005 categoria 1.1, fu disputato il 28 marzo 2005 per un percorso di 203,7 km. Fu vinto dal tedesco David Kopp, al traguardo in 4h 44' 26" alla media di 42,97 km/h.
Al traguardo 92 ciclisti portarono a termine la gara.

## Ordine d'arrivo (Top 10)
| Pos. | Corridore           | Squadra         | Tempo    |
| ---- | ------------------- | --------------- | -------- |
| 1    | David Kopp          | Wiesenhof       | 4h44'26" |
| 2    | Stefan Schumacher   | Shimano         | a 32"    |
| 3    | David Cañada        | Saunier Duval   | s.t.     |
| 4    | Michael Blaudzun    | Team CSC        | s.t.     |
| 5    | Christopher Baldwin | Navigators Ins. | a 35"    |
| 6    | Stuart O'grady      | Cofidis         | s.t.     |
| 7    | Roger Beuchat       | Barloworld      | a 37"    |
| 8    | Rolf Aldag          | T-Mobile Team   | s.t.     |
| 9    | Robert Retschke     | ComNet          | s.t.     |
| 10   | Fabian Wegmann      | Gerolsteiner    | s.t.     |